# Alex Tenorio Rodrigues de Lima
Alex Tenorio Rodrigues de Lima, meglio noto come Alex Lima (Maceió, 2 ottobre 1988), è un ex calciatore brasiliano, di ruolo difensore.

## Carriera

### Club
Ha giocato nella seconda divisione brasiliana.